# Paschiodes mesoleucalis
Paschiodes mesoleucalis là một loài bướm đêm trong họ Crambidae.